# Nick Hamilton
Joseph Nicholas Patrick Hamilton Jr. (9 de noviembre de 1959), más conocido por Nick Patrick, es un árbitro que trabajó en la World Championship Wrestling y en la World Wrestling Entertainment, en el programa SmackDown!. También trabajó en Deep South Wrestling hasta que la compañía cerró, luego trabajó en Florida Championship Wrestling. Su último trabajo fue como comisionado en Rampage Pro Wrestling.

## Carrera
Hamilton es el hijo de la leyenda The Assassin. El creció soñando con ser un luchador profesional, pero una lesión lo dejó fuera de la lucha libre muy temprano, así que decidió volverse árbitro. Usó el nombre de Nick Patrick para no depender del nombre de su padre.
Fue árbitro en Jim Crockett Promotions de la National Wrestling Alliance (NWA), y siguió cuando la empresa se cambió el nombre a World Championship Wrestling (WCW).
Cuando nWo se formó en 1996, se les unió y se hizo su árbitro oficial, permitiéndoles hacer trampa. Por esto, fue forzado a luchar contra Chris Jericho, en World War 3 en 1996. Jericho luchó con un brazo amarrado y aun así venció a Patrick. Luego de un tiempo Patrick fue sacado del grupo por no querer ayudarlos a hacer trampa.
Patrick hizo gran controversia en una lucha por Campeonato Mundial de Peso Pesado de la WCW al hacer una "cuenta rápida" en la lucha Sting-Hollywood Hogan. Bret Hart detuvo a Patrick de darle el título a Hulk Hogan y reinició la lucha, diciendo que no quería ver a Sting ser traicionado, como lo hizo Vince McMahon con él. Después de una revancaha posterior, el título fue declarado vacante. Patrick arbitró nuevamente en la lucha por el título vacante, tomando el puesto de Charles Robinson (que había sido eliminado durante la lucha). Sting ganó esa lucha.
Cuando la WCW fue comprada por WWF, se convirtió en el árbitro principal para los luchadores de The Alliance de la WCW/ECW. Incluso tuvo una lucha con Earl Hebner, en la promoción Invasion, el 22 de julio del 2001. Patrick perdió contra Hebner y Mick Foley, el árbitro invitado, quien le dio "Mr. Socko" luego de la lucha.
Luego de la Invasión, Patrick siguió con su papel de heel, trabajando en contra de los faces. Por ejemplo, en una lucha por el título entre The Rock y Chris Jericho en el 2002, se negó a contar cuando The Rock le hizo la cuenta a Jericho. Sin embargo, también fue face en luchas de William Regal, quien a menudo usa manopla para ganar las luchas.
Patrick se volvió árbitro neutral en SmackDown!. Se convirtió en el árbitro principal luego que despidieron a Earl Hebner. Patrick también apareció en una lucha por el Campeonato Mundial Peso Pesado, en One Night Stand del 2006, entre Rey Mysterio y Sabu.
El 9 de febrero del 2007, Patrick dejó Smackdown!, para irse a Florida Championship Wrestling (FCW).
El 8 de febrero del 2008, Patrick regresó a Smackdown!, arbitrando una lucha entre Jesse & Festus y Deuce 'n Domino. Sin embargo, rápidamente se desapareció debido a sus lesiones. El 8 de agosto fue despedido de la WWE.
El 15 de febrero del 2009, Patrick regresó oficialmente a la lucha, siendo el comisionado de Rampage Pro Wrestling. El 10 de abril, Patrick arbitró su primera lucha desde que la WWE lo despidió, entre Cru Jones y Dr. Johnny Gayton. Luego fue despedido por recortes de personal.
En junio de 2010, Patrick y Hamilton fueron despedidos de RPW debido a disputas internas. Unos días después Patrick firmó para ser Mánager General de Great Championship Wrestling, una promoción independiente en Phenix City, Alabama.